# Marimex
Marimex (plným názvem Marimex CZ, s.r.o.) je česká společnost s ručením omezeným. Věnuje se především prodeji bazénů a infrasaun. V sortimentu má také trampolíny, vířivky nebo vlastní řadu zahradních hraček. Společnost se kromě samotného prodeje zahradních produktů věnuje také službám s těmito produkty spojenými. Historie společnosti sahá do roku 1993.

## Historie firmy
Marimex CZ s.r.o. vstoupil na český trh v roce 1993. Společnost začala svou existenci prodejem bazénů typu Orlando a jejich příslušenství. O dva roky později, v roce 1995, se Marimex CZ s.r.o. začal věnovat projektování vlastních, zapuštěných bazénů.
První značková prodejna, společně se sídlem společnosti, vyrostla v roce 1996 v Praze-Libuši. Postupně se prodejní prostory rozšířily až na 500 m². Ve stejném roce na Slovensku vznikla dceřiná společnost Marimex SK s.r.o. Z tohoto důvodu v Česku ve stejném roce došlo k přejmenování společnosti na Marimex CZ s.r.o. Od roku 1997 je možné zakoupit zboží Marimex CZ s.r.o. nejen ve značkové prodejně společnosti, ale také v partnerských hypermarketech a supermarketech. V roce 2008 společnost uvedla na český trh infrasauny. V roce 2011 společnost ustoupila od prodeje zapuštěných bazénů a začala se plně věnovat výrobě a prodeji bazénů nadzemních. V roce 2017 společnost uvedla řadu hraček Marimex Play. O rok později svůj sortiment rozšířila o řadu světelných dekorací Marimex Decor.  
V roce 2023 společnost otevřela moderní logistické centrum v obci Ostředek.

## Činnost firmy
Společnost se kromě prodeje zahradního příslušenství věnuje výrobě nadzemních bazénů a infrasaun. V prodejně v pražské Libuši firma nabízí možnost vyzkoušet firemní produkty podle ročního období. Na začátku roku 2022 se stal Marimex na 5 let partnerem hokejového klubu SC Marimex Kolín, což se promítlo i do názvu klubu.

## Ocenění
Za dobu svého působení získala firma Marimex následující certifikáty a ocenění.
- 2009 – Majitel certifikátu APEK – Certifikovaný obchod [4]
- 2015 – Produkt roku 2015 - Infrasauna Marimex Popular 3000 [5]
- 2017 – Produkt roku 2017 - Bazén Marimex Tampa [6]
- 2018 – Produkt roku 2018 - Trampolína Marimex 305cm [7]
- 2019 – Produkt roku 2019 - Trampolína Marimex 305cm, Bazén Marimex Florida, Písková filtrace ProStar 6[8]
- 2020 – 7 produktů získalo ocenění Produkt roku 2020 (Trampolína Marimex 305 cm, Bazén Florida 3,05x0,91 m, Písková filtrace ProStar 4, Bazénový vysavač Star Vac, Vířivka Pure Spa Jet &, Bubble Deluxe HWS 4, Nafukovací postel Intex Classic Twin, Tatra 148 oranžová 72 cm a Dětský domeček Magic Play House)[9]
- 2021 – Produkt roku 2021 – Bazénový vysavač Star Vac, Trampolína Marimex 305 cm, Vířivý bazén Pure Spa - Jet & Bubble Deluxe HWS 4[10]
- 2022 - Produkt roku 2022 - Bazén Marimex Florida 3,05x0,91 m, Bazénový vysavač Star Vac, Vířivý bazén Pure Spa - Jet & Bubble Deluxe HWS 4, Trampolína Marimex 305 cm[11]
- 2023 - Produkt roku 2023 - Bazénový vysavač Star Vac[12]